# Beacon (satellite)
Pour les articles homonymes, voir Beacon.

William J. O'Sullivan (à droite, debout) et un ingénieur non identifié avec Beacon, juin 1959

Beacon (« signal lumineux ») est l'un des premiers programmes de satellites américains, de type satellite ballon. Ses objectifs étaient d'étudier la densité atmosphérique à l'altitude orbitale des satellites et de lancer le premier satellite aux États-Unis visible à l'œil nu. Les problèmes au lancement ont entraîné l'échec des deux tentatives.

## Contexte

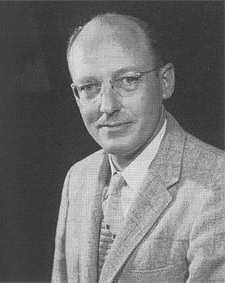
L'ingénieur aéronautique de Langley William James O'Sullivan, Jr.

Beacon était un programme de satellites développé pour l'Année géophysique internationale (AGI), par le groupe Space Vehicle Group du NACA à Langley, sous la conduite de l'ingénieur en aéronautique William James O'Sullivan, Jr. O'Sullivan était convaincu que la mesure de la densité de l'air aux altitudes orbitales serait d'une importance capitale pour une agence spatiale et qu'un simple satellite ballon de plusieurs mètres de diamètre serait bien adapté à la tâche, car sa taille relativement importante et sa faible masse le rend particulièrement sensible aux effets de traînée atmosphérique. Après le lancement de Spoutnik, une priorité élevée a été accordée à la mise au point d'un satellite américain visible du sol. Le satellite ballon d'O'Sullivan permettrait d'atteindre cet objectif une fois en orbite, et serait aussi brillant qu'une étoile de troisième ou de quatrième magnitude, ce qui faciliterait le suivi optique et photographique. Cette luminosité a conduit le satellite à être appelé « Beacon ».

## Caractéristiques

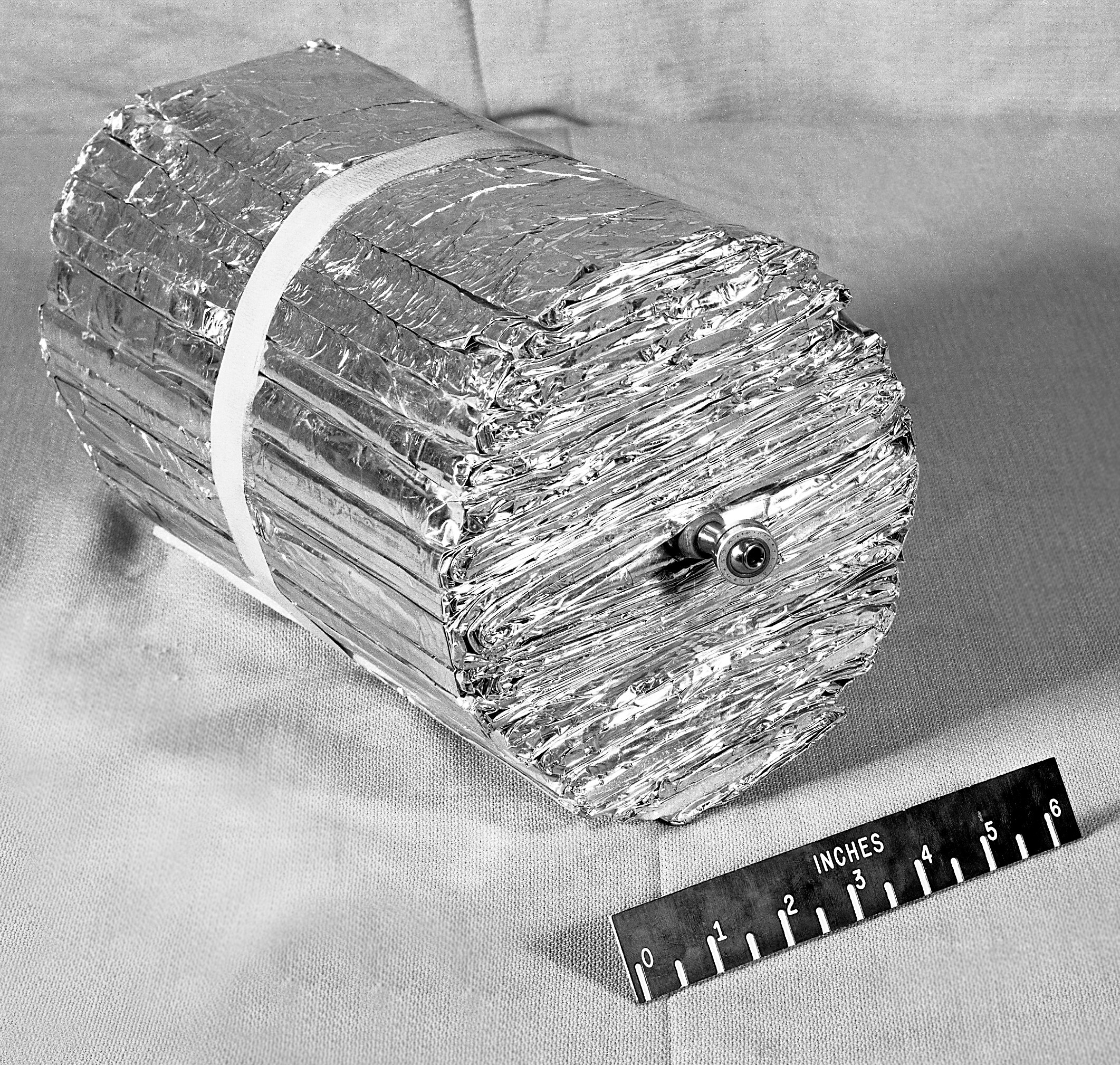
Beacon 1 replié avant le lancement

Beacon était une sphère gonflable de 3,66 mètres de diamètre, sans instruments, constituée d'un film de polyester laminé de mylar, d’une épaisseur de 25 micromètres, et recouverte des deux côtés d'une couche de papier aluminium de 11 micromètres d'épaisseur. Avant le gonflage, il était plié dans un emballage cylindrique d'une masse de 4,2 kg. Le paquet a été installé dans la partie inférieure du boîtier de charge utile en acier inoxydable monté au sommet de sa fusée. Un dispositif à piston d'éjection avec un ressort de 15 livres éloignerait le boîtier de charge utile du moteur après son extinction. À l'intérieur du boîtier se trouvaient une valve de connexion, un soufflet, une bouteille d'azote sous pression et une valve à action forcée pour gonfler la sphère. Au-dessus se trouvait l'émetteur fonctionnant sur la fréquence standard de l'AGI de 108,03 MHz,, alimenté par 8 piles au mercure.

## Vols
Quatre essais de gonflage suborbitaux ont été effectués par des fusées-sondes à deux étages Nike-Cajun (en) en 1958 depuis la Wallops Flight Facility.
Beacon 1 a été lancé le 24 octobre 1958 à 03h21 UTC par une Juno I du complexe de lancement 5 à Cape Canaveral, en Floride. La fusée s'est effondrée en plein vol : 112 secondes après le lancement, la charge utile du Beacon s'est détachée du véhicule ; les étages 2 et 3 se sont éteints à 149,9 secondes. La charge utile est tombée dans l'océan Atlantique 424 secondes après le lancement. Le temps de vol total pour le premier étage était de 526 secondes. Ce lancement a marqué le dernier vol de la fusée Juno I.
Après un test suborbital réussi le 21 janvier 1959, qui a mené un Beacon à 125 km d’altitude, Beacon 2 a été lancé du complexe de lancement 26 (en) de Cape Canaveral le 15 août 1959 à 00:31:00.7 UT par une Juno II à trois étages (ce lanceur comprend normalement quatre étages, mais le quatrième étage n'était pas nécessaire, car Beacon 2 renverrait des données sur la densité de l'air depuis une orbite basse). En direction du nord-est pour une orbite sur un azimut à 48 degrés, la fusée a eu des problèmes trois minutes après le début du vol. à peu près au moment de l'extinction du premier étage. Une série de fusées de poursuite devait être éjectée du guidage. Seule la première avait été tirée. Le compartiment de guidage, maintenant séparé du premier étage, s'est dépressurisé 23 secondes plus tard, probablement du fait de l'inflammation des feux de poursuite restants dans le compartiment. Le système de guidage et de contrôle est alors tombé en panne, entraînant le déclenchement des étages supérieurs dans la mauvaise direction et Beacon 2 n’ayant pas atteint l'orbite.

## Héritage
Bien que Beacon n’ait jamais réussi un lancement orbital, il a joué un rôle important dans la création de la NASA, l'organisme qui succéda au NACA. Le 22 avril 1958, Hugh Dryden, directeur du NACA, devant le House Select Committee on Science and Astronautics expliquait, entre autres choses, comment les gros ballons aluminisés pouvaient être gonflés en orbite et utilisés pour des tests de communication. O'Sullivan a développé ce point, en impressionnant les membres du Congrès en gonflant un satellite Beacon de taille réelle et en affirmant qu'un véhicule spatial beaucoup plus grand pourrait être facilement développé.
Le projet Echo, un successeur direct de Beacon, a été développé par l'équipe d'O'Sullivan et lancé en 1960.
Une maquette de l'enveloppe de Beacon installée sur l'étage supérieur d'une fusée Juno est disponible au National Air and Space Museum.

## Historique des lancements
| Nom            | Date de lancement                    | Lanceur    |
| -------------- | ------------------------------------ | ---------- |
| Beacon Test 1  | 24 avril 1958                        | Nike-Cajun |
| Beacon Test 1R | 25 avril 1958                        | Nike-Cajun |
| Beacon Test 2  | 25 mai 1958                          | Nike-Cajun |
| Beacon Test 3  | 11 septembre 1958                    | Nike-Cajun |
| Beacon 1       | 24 octobre 1958 (échec au lancement) | Juno I     |
| Beacon Test 4  | 21 janvier 1959                      | Nike-Cajun |
| Beacon 2       | 15 août 1959 (échec au lancement)    | Juno II    |